# Calliloncha
Calliloncha là một chi ốc biển, là động vật thân mềm chân bụng sống ở biển trong họ Buccinidae.

## Các loài
Các loài trong chi Calliloncha gồm có:
- Calliloncha nankaiensis Okutani & Iwasaki, 2003[2]